# El aferrado
El Aferrado es el octavo álbum de estudio del cantante mexicano Julión Álvarez. Fue lanzado el 23 de marzo de 2015 por Fonovisa Records. El álbum obtuvo una nominación al Grammy Latino de 2015 a mejor álbum de música banda y una nominación en los premios Billboard de la Música Latina al álbum regional mexicano del año.

## Lista de canciones
| N.º   | Título                  | Escritor(es)                              | Duración |  |
| 1.    | «Eso si me dolió»       | Luis Santana                              | 2:12     |  |
| 2.    | «Pongámonos de acuerdo» | Alfredo Olivas                            | 2:39     |  |
| 3.    | «El amor de su vida»    | Julio Bahumea                             | 3:37     |  |
| 4.    | «El tomasín»            | Victor Vicente Pérez Coyantes             | 2:39     |  |
| 5.    | «Mis Travesuras»        | Victor Vicente Pérez Coyantes             | 2:37     |  |
| 6.    | «Me voy a vengar»       | Lui Zar                                   | 2:52     |  |
| 7.    | «Que daría»             | América Siera                             | 3:30     |  |
| 8.    | «El borrachito»         | César Estrada                             | 2:11     |  |
| 9.    | «El aferrado»           | Brian Sandoval                            | 2:41     |  |
| 10.   | «No sé»                 | Alfonso de la Cruz · Daniela Velarde      | 3:05     |  |
| 11.   | «Batalla de rutina»     | Alfonso de la Cruz · Guadalupe de la Cruz | 3:02     |  |
| 12.   | «Te quiero, te amo»     | Julio Bahumea                             | 2:30     |  |
| 13.   | «Que ganas»             | César Estrada                             | 3:42     |  |
| 37:17 |                         |                                           |          |  |

## Posicionamiento en listas
| Estados Unidos | Billboard 200              | 71 |
| Estados Unidos | US Latin Albums            | 1  |
| Estados Unidos | US Regional Mexican Albums | 1  |
| México         | Top 20 (AMPROFON)          | 2  |

| País           | Lista                      | Mejor posición |      |      |      |      |      |
| 2015           | 2015                       | 2015           | 2015 | 2015 | 2015 | 2015 | 2015 |
| -------------- | -------------------------- | -------------- | ---- | ---- | ---- | ---- | ---- |
| Estados Unidos | US Latin Albums            | 10             |      |      |      |      |      |
| Estados Unidos | US Regional Mexican Albums | 3              |      |      |      |      |      |
| México         | Top 100 (AMPROFON)         | 19             |      |      |      |      |      |
| 2016           |                            |                |      |      |      |      |      |
| Estados Unidos | US Latin Albums            | 67             |      |      |      |      |      |

## Certificaciones
| País   | Organismo certificador | Certificación | Ventas certificadas | Simbolización |
| ------ | ---------------------- | ------------- | ------------------- | ------------- |
| México | AMPROFON               | Platino       | 60 000              | ▲             |